# Minerbe
Minerbe ist eine nordostitalienische Gemeinde (comune) mit 4584 Einwohnern (Stand 31. Dezember 2023) in der Provinz Verona in Venetien. Die Gemeinde liegt etwa 40 Kilometer von Verona. Minerbe ist Teil der Unione comunale Dall'Adige al Fratta und grenzt unmittelbar an die Provinz Padua.

## Geschichte
Schon in der Antike war ein Ort namens Vicus Minervae nachweisbar. Urkundlich wird der Ort 932 als Minervae, schließlich als Menerve, Menervio und 1228 als Menerbio erwähnt.

## Gemeindepartnerschaften
Minerbe unterhält seit 2001 eine Partnerschaft mit Schwabenheim an der Selz in Rheinland-Pfalz (Deutschland).

## Verkehr
Durch die Gemeinde führt neben der früheren Strada Statale 500 di Lonigo (heute: Provinzstraße) nach Montecchio noch die frühere Strada Statale 10 Padana Inferiore (heute: Regionalstraße). Der Bahnhof von Minerbe liegt an der früheren Bahnstrecke Treviso-Ostiglia und ist seit 1987 geschlossen.

## Söhne und Töchter der Gemeinde
- Bruno Franceschetti (1941–2025), Turner